# 熊雄
熊雄（1892年4月8日—1927年5月17日），江西宜丰人。中国共产党早期党员。

## 生平
1892年4月8日，熊雄出生于江西宜丰，幼时习武，15岁时入新设的瑞州府中学堂，继而又考入南京优级师范学堂。1911年初参加李烈钧所属的江西学生军并参与辛亥革命。1913年，因二次革命失败，熊雄随李烈钧逃往日本，并加入了中华革命党。1916年回国参与护国战争，在湘军中总司令部上校参谋。此后还参加了护法战争。1919年受五四运动影响前往法国留学，1920年与赵世炎、李立三等人组织了劳动学会和留法勤工俭学会。1922年熊雄前往德国留学，并于柏林加入了中国少年共产党，当年8月加入中国共产党。1923年前往莫斯科东方大学学习。:78-81:156-159
1925年回国后前往广州，担任黄埔军校政治大队副队长。同年10月担任第二次东征军总指挥部政治部秘书长，协助军校政治部主任周恩来的工作。东征胜利后担任黄埔军校政治部副主任，同时担任中共广东区委委员。1926年中山舰事件后，中共广东区委根据熊雄的建议，成立中共黄埔军校党团，由恽代英、熊雄、聂荣臻、陈赓等人组成。熊雄被推举为党团书记，对蒋介石等人主导的分共行为进行抵制。在黄埔军校期间，熊雄制订、建立健全了一系列政治工作制度，并亲自讲授《军校中的政治工作》等课程，聘请恽代英、萧楚女、高语罕等共产党人为政治教官，还邀请毛泽东、刘少奇等人到军校作政治讲演。同时创办《黄埔日刊》、“血花剧社”，广泛传播中共革命思想。:81-85:46:159-165
同年7月，北伐开始之后，熊雄留守广州，担任黄埔军校政治部主任，中共广东区委军事部长。黄埔军校成立后，雖有撰定校歌，但因詞曲韻律不太流暢，而未得推廣。熊雄出任黄埔军校政治部主任后，認為有必要制定新校歌，于是命军校政治教官陳祖康创作新校歌。陈祖康写出校歌歌词，写好后交音乐教官林庆梧谱曲。1927年6月16日，黄埔军校建校3周年纪念日，黄埔军校在校园内树起一块刻有《陆军军官学校校歌》词曲的石碑，并署名陈祖康作词、林庆梧作曲。此曲从黄埔五期开始传唱至今。1927年，广州四一五事变中，熊雄被方鼎英劝离黄埔军校。4月18日，李济深派兵包围黄埔军校，逮捕共产党员二百余人。熊雄乘坐汽艇从黄埔岛离开时，在珠江江心被中山舰拦停并遭到逮捕。在此之前熊雄已当选为中共五大代表，因被捕而无法前往武汉与会。同年5月17日晚，熊雄在广州被枪杀。:81-85:46:159-165:58-60

## 纪念
中华人民共和国成立后，位于江西宜丰的熊雄故居被辟为纪念馆，并对公众开放。该纪念馆先后被列为“江西省黄埔军校同学会爱国主义教育基地暨江西师大政法学院研究生红色教育实践基地”和“宜春市爱国主义教育基地”。